# Groeve Nagelbeek

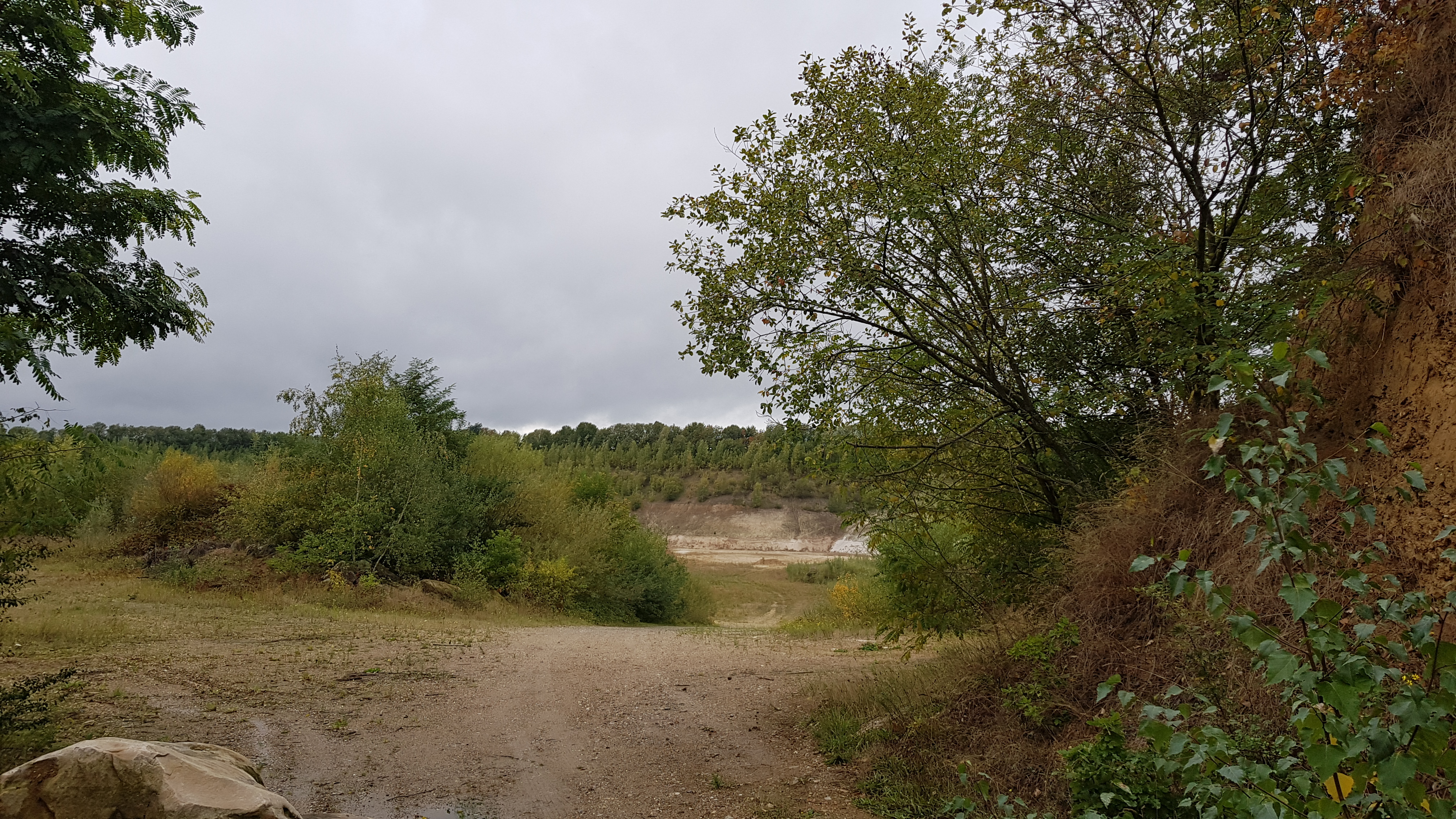
Fase IV en V van de groeve

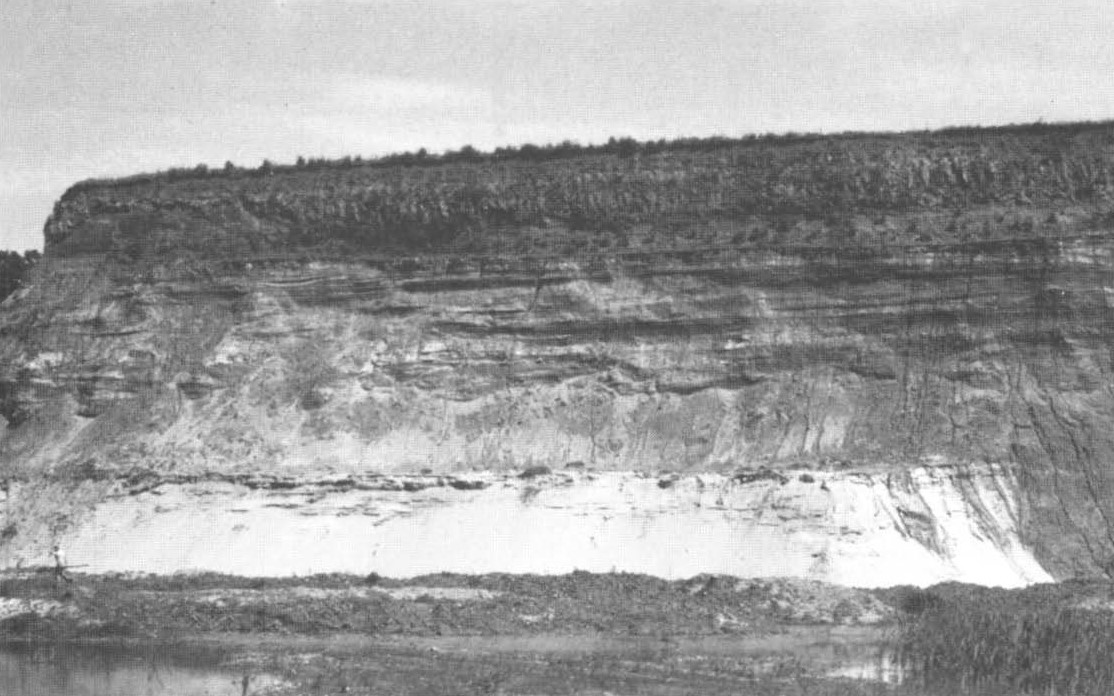
Vroeg-Pleistocene afzettingen van de Maas op zanden uit het Laagpakket van Heksenberg in de groeve

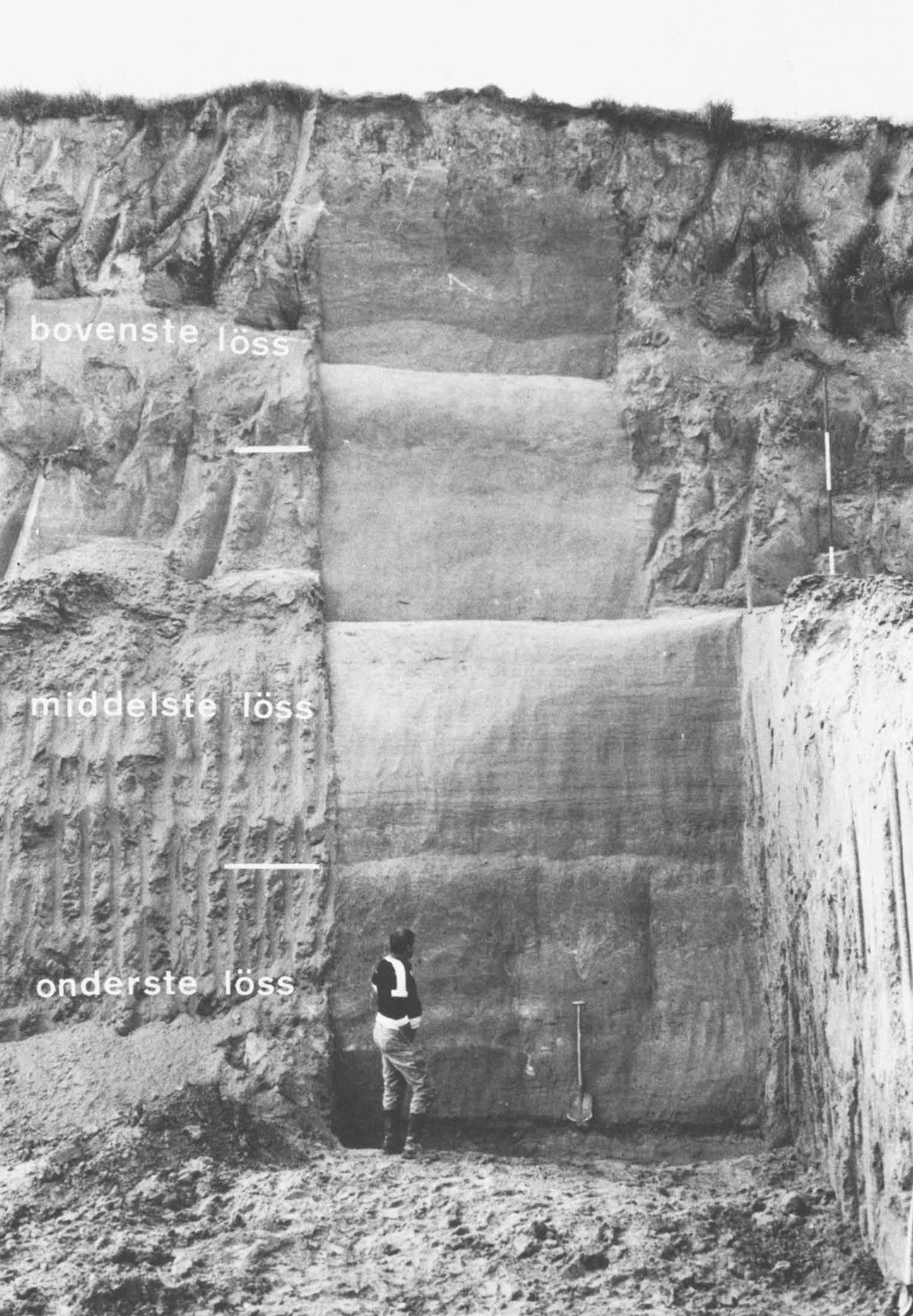
Lösspakket van elf meter bovenop de Vroeg-Pleistocene Maasafzettingen

De Groeve Nagelbeek of de Groeve Schinnen is een zandgroeve in Nederlands Zuid-Limburg in de gemeente Beekdaelen. De groeve ligt ten zuidwesten van Nagelbeek en Schinnen, halverwege tussen Spaubeek en Nuth, in het noordoosten van het Centraal Plateau.
Op ongeveer 500 meter naar het westen ligt de Groeve Spaubeek. Op ongeveer 400 meter naar het noordwesten ligt het Geologisch monument Diependaal in het hellingbos Diependaal en op 400 meter naar het noordoosten ligt de Mariakapel van Nagelbeek.

## Geschiedenis
Vanaf de jaren 1930 werd de groeve ontgonnen en dit is door de jaren heen in vijf fases gebeurd. Nadat de in de eerste twee fases de ontginning voltooid werd, werden deze twee fases sinds 1969 tot 1992 gebruikt als vuilnisbelt (met alleen bovenafdichting) en is er een installatie geplaatst om stortgas op te kunnen vangen. Tussen 1987 en 2001 werd ook fases III gebruikt als vuilnisbelt (met onder- en bovenafdichting). Fase III heeft voor de opvang van stortgas een installatie gekregen en met de onderafdichting is gezorgd voor percolaatonttrekking.
Anno 2009 was de ontgronding in fase IV afgerond en in fase V was dat moment bijna zover. In deze twee fases zal er geen vuilstortplaats aangelegd worden.

## Groeve
De groeve is opgesplitst in twee delen, waarbij de fases I, II en III ten oosten van de holle weg Grubbenweg zijn ontgonnen en de fases IV en V ten westen. Fase III ziet er uit als een grasheuvel waarop schapen grazen.

## Geologie
In de groeve werden zanden uit het Laagpakket van Heksenberg van de Formatie van Breda ontgonnen. Bovenop deze zanden lagen Vroeg-Pleistocene afzettingen van de Westmaas uit de Formatie van Beegden. De lagen die in de groeve zijn ontsloten zijn:
- Löss uit het Laagpakket van Schimmert
- Maasgrind en -zand uit het Laagpakket van St. Geertruid van de Formatie van Beegden[4]
- Zand uit het Laagpakket van Heksenberg uit de Formatie van Breda